# Stichting Taurus
Stichting Taurus (Fundació Taurus) és una fundació neerlandesa que empra grans herbívors que pasturen en circumstàncies naturals per a la conservació de la natura. Amb aquest propòsit s'utilitzen races robustes de bestiar i cavalls.

## Antecedents i pràctica
Les grans espècies d’herbívors com els urs. els bisons, els uapitís i els cavalls salvatges tenen un paper important en la dinàmica entre la fauna i la flora i es reconeix el seu pasturatge com a essencial per mantenir la biodiversitat en zones obertes, semblants a parcs. Per tant, es considera necessària la seva reintroducció a les zones naturals d'Europa, però algunes d'aquestes espècies estan extingides a la natura. Per a això, s'han d'utilitzar els seus descendents domesticats.
Stichting Taurus utilitza ponis Exmoor i cavalls Konik com a grans pastors equins. També s'utilitzen races de bestiar robustes, com el bestiar escocès Highland i Galloways, a més de races primitives semblants a urs com el bestiar Sayaguesa, Pajuna, Maremmana primitivo, Tudanca i altres. Els herbívors robustos poden sobreviure sense menjar suplementari durant l’hivern i vagar lliurement pel paisatge natural de Keent tot l'any.

## Altres projectes
A principis del segle XXI, Stichting Taurus va impulsar el Programa Tauros, que és un projecte que intenta criar un tipus de bestiar que s'aproximi el més possible als urs extingits mitjançant l'encreuament i seleccionant les races de bestiar robustes i semblants als urs. Es preveu alliberar aquest bestiar semblant a urs a les zones salvatges europees. El 2010 es va convertir en un esforç cooperatiu quan l'organització neerlandesa Ark Nature (NL) es va unir al projecte i el 2011 es va convertir en un esforç europeu quan es va unir Rewilding Europe.